# Hamois
Hamois är en kommun i Belgien.   Den ligger i provinsen Namur och regionen Vallonien, i den sydöstra delen av landet, 80 km sydost om huvudstaden Bryssel. Antalet invånare är 7 166.
Omgivningarna runt Hamois är en mosaik av jordbruksmark och naturlig växtlighet. Runt Hamois är det ganska tätbefolkat, med 120 invånare per kvadratkilometer.